# Amietophrynus gutturalis
Amietophrynus gutturalis är en groddjursart som först beskrevs av Anne Marie Power 1927.  Amietophrynus gutturalis ingår i släktet Amietophrynus och familjen paddor. IUCN kategoriserar arten globalt som livskraftig. Inga underarter finns listade i Catalogue of Life.

## Bildgalleri

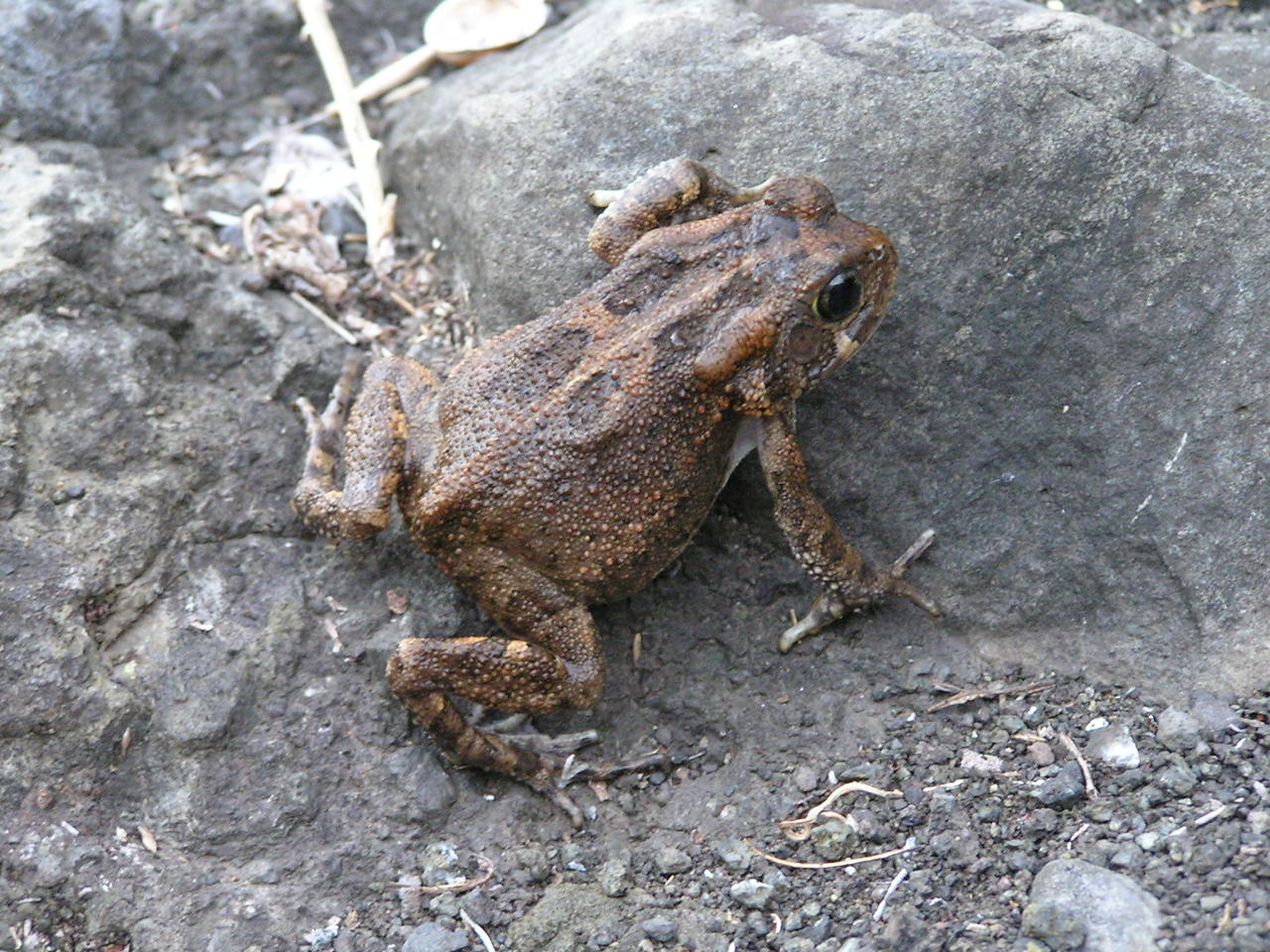
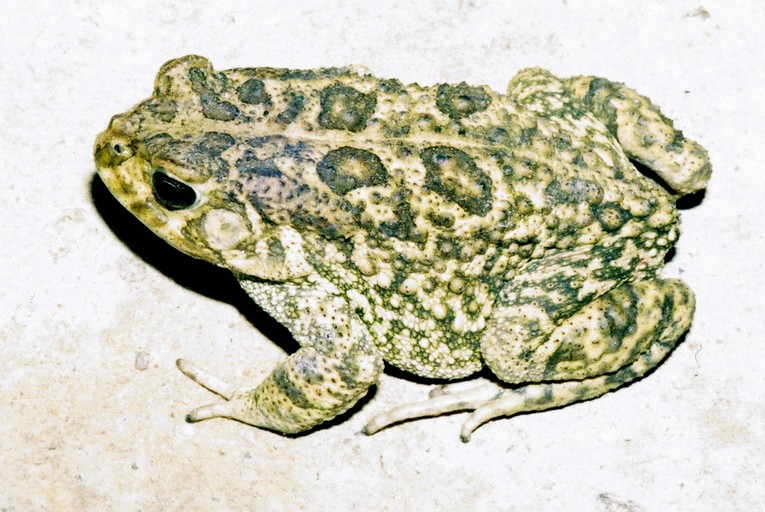
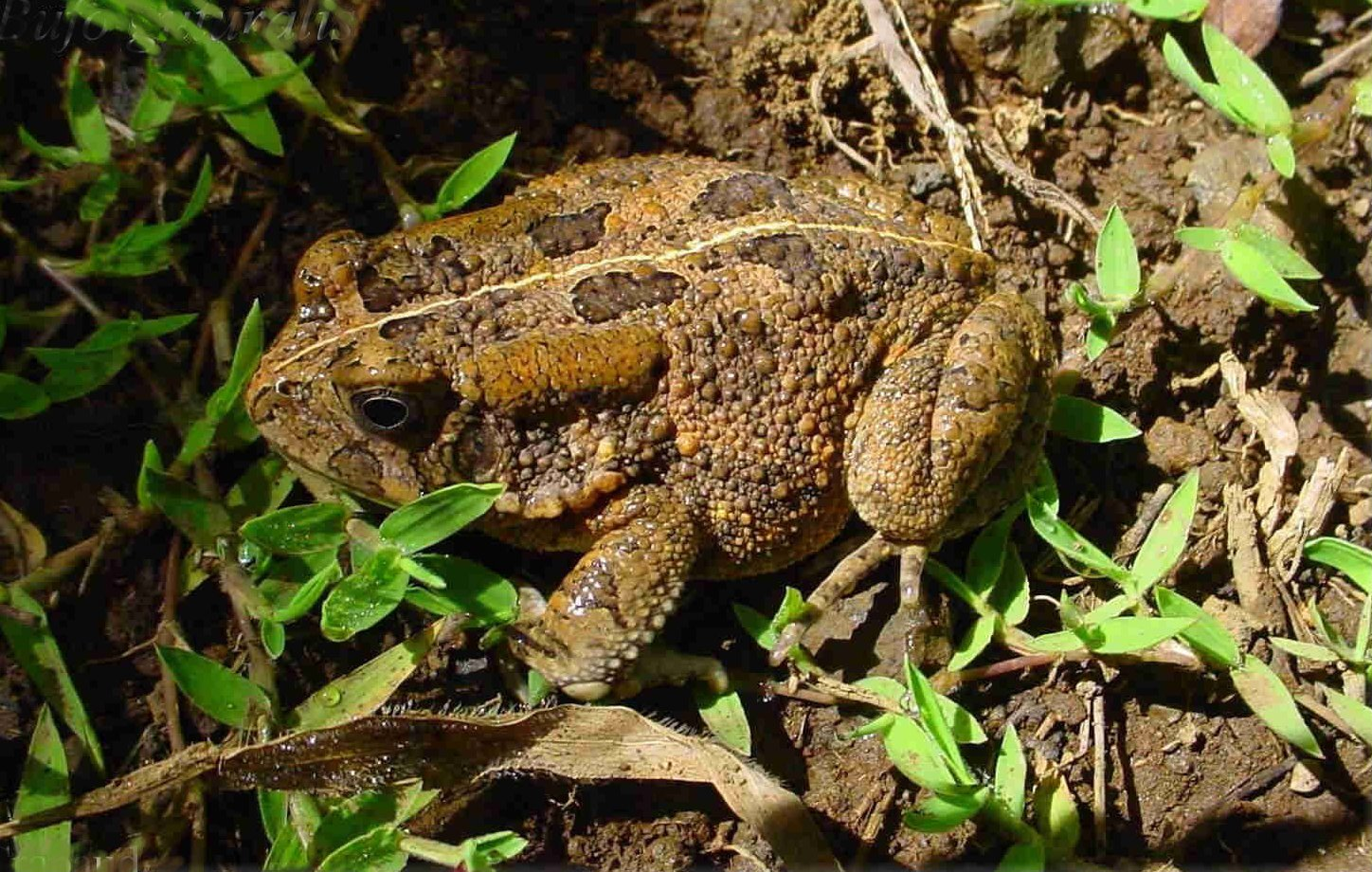
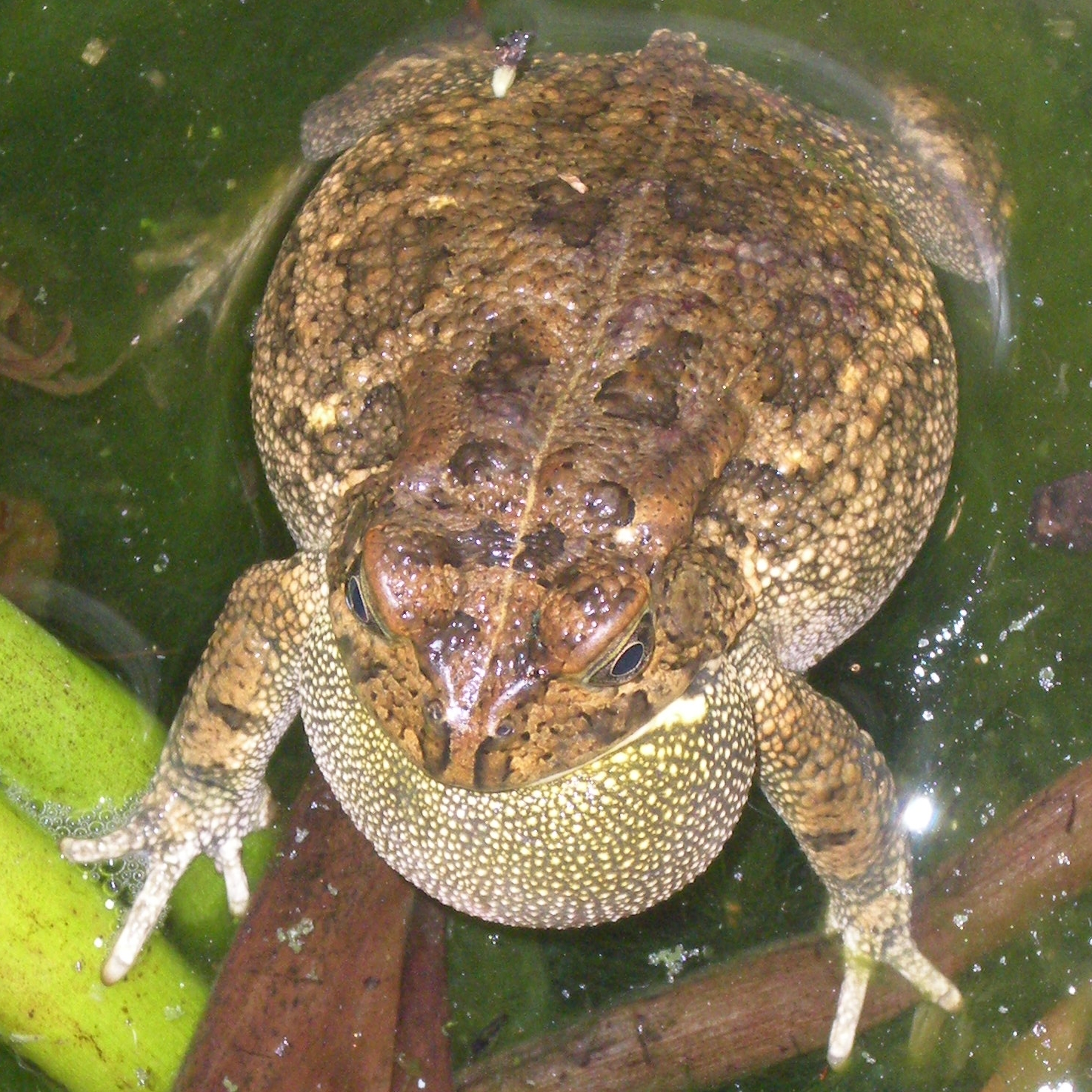
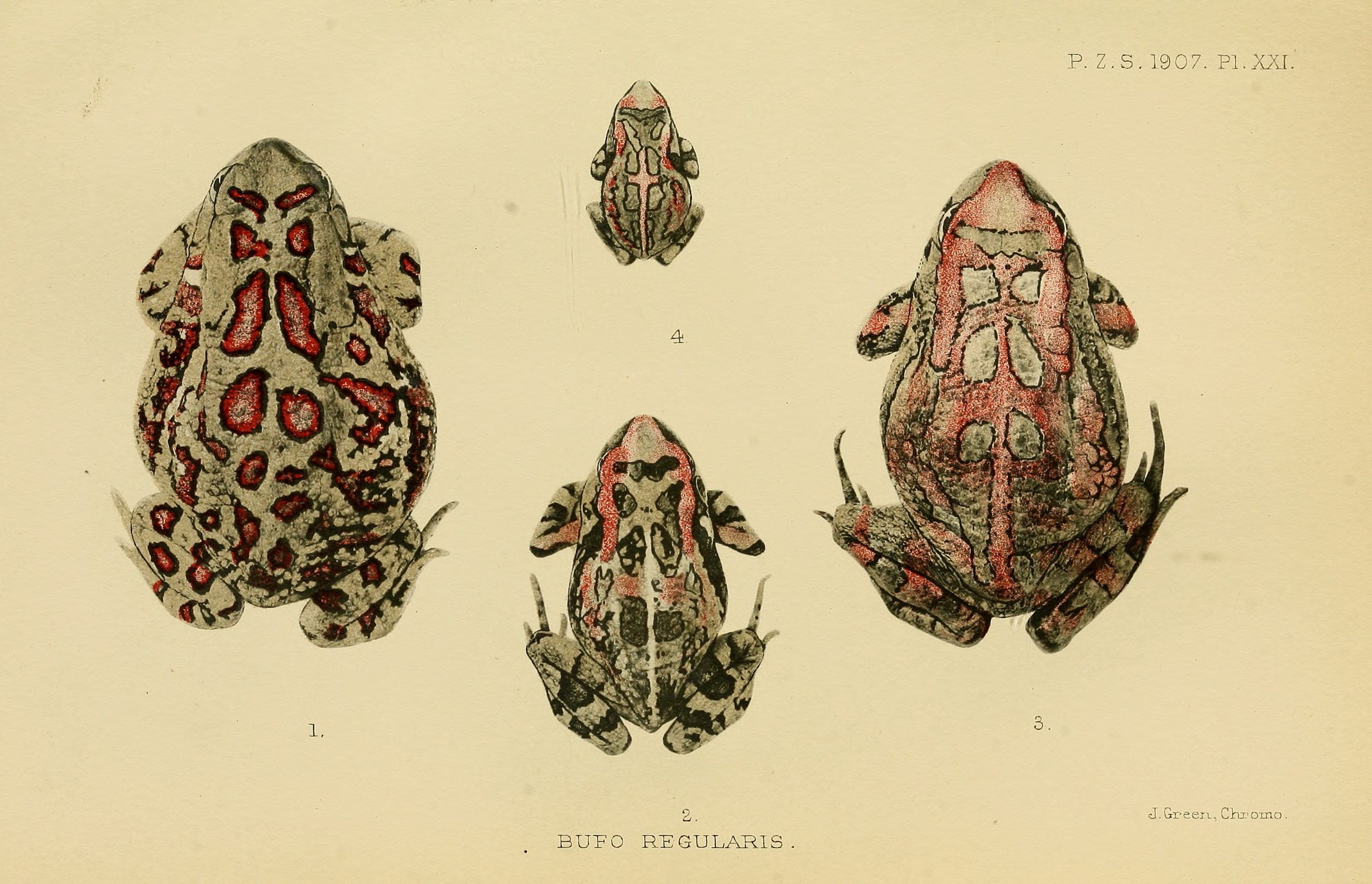
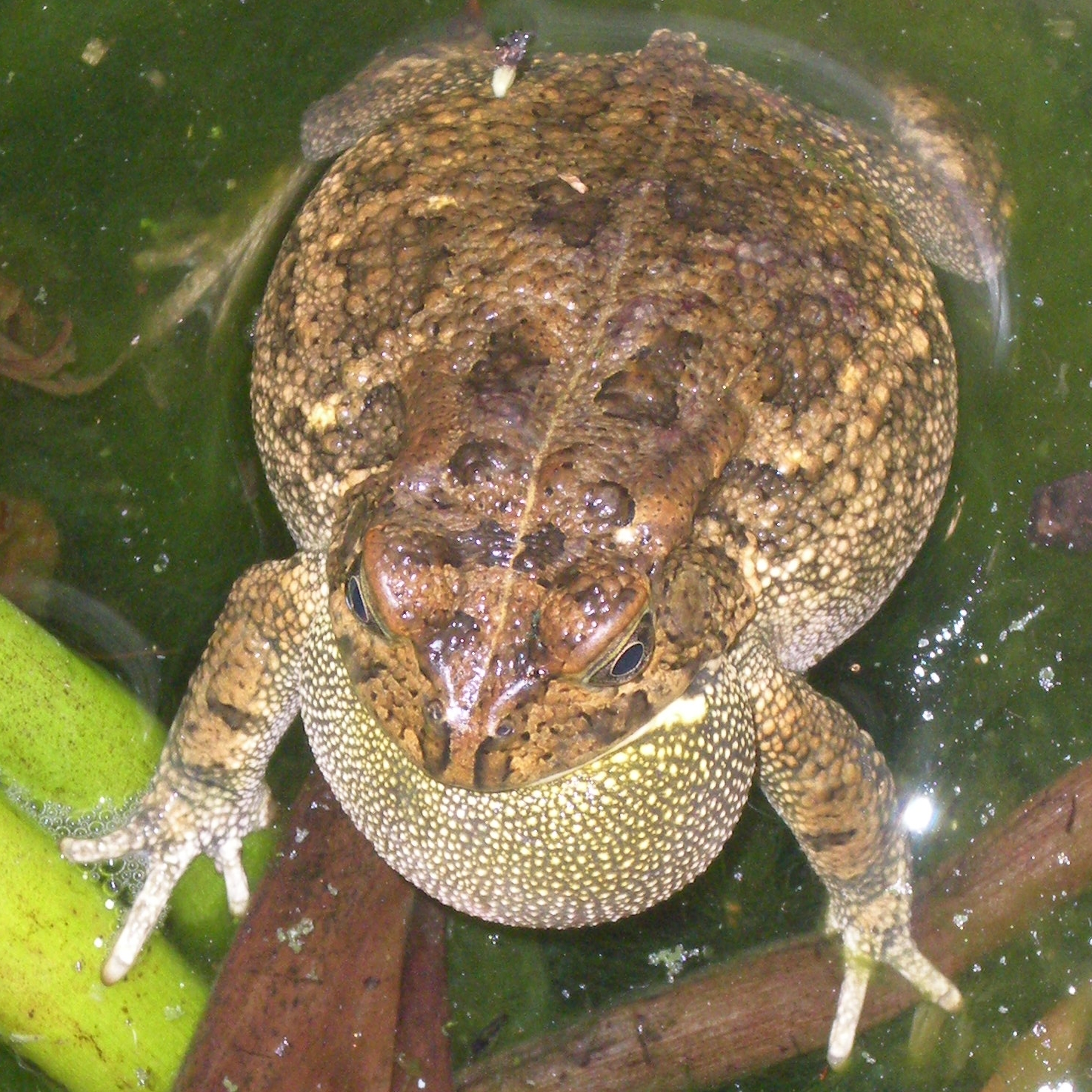